# Tinka
Tinka ist ein weiblicher Vorname und die Kurzform von Katinka, der russischen Form von Katharina, was ursprünglich griechisch, „die Reine“ bedeutet. Es handelt sich zugleich um die slawische Form des Namens Tina. Der Name ist in Bulgarien, Kroatien, Serbien und Montenegro beliebt.

## Bekannte Namensträgerinnen
- Tinka Bechert (* 1975), bildende Künstlerin
- Tinka Fürst (* 1988), deutsche Schauspielerin
- Tinka Milinović (* 1973), bosnisch-herzegowinische Sängerin und Moderatorin